# Ermindo Onega

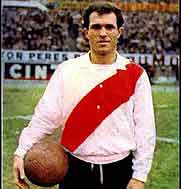
Ermindo Onega im Trikot von River Plate

Ermindo Angel Onega (* 30. April 1940; † 21. Dezember 1979) war ein argentinischer Fußballspieler.
Der offensive Mittelfeldspieler spielte von 1957 bis 1968 bei River Plate. In 222 Partien schoss er 98 Tore und gewann mit dem Verein die Copa Libertadores. Später spielte er bei Vélez Sársfield und in Uruguay bei Peñarol Montevideo.
Mit der argentinischen Nationalelf gewann Onega 1964 die Copa de las Naciones („Pokal der Nationen“, ein vom brasilianischen Sportverband ausgerichtetes Turnier mit Brasilien, Portugal und England) und nahm an der WM 1966 in England teil. Dort stand er in allen vier Spielen auf dem Rasen; gegen die Schweiz erzielte er das Tor zum 2:0-Endstand. Insgesamt bestritt Onega von 1960 bis 1967 30 Länderspiele, in denen er elf Tore erzielte.